# گلن‌الن (آلاسکا)
گلن‌الن (به انگلیسی: Glennallen) شهری در ناحیه سرشماری والدز-کوردووا ایالت آلاسکا است که جمعیت آن در سرشماری سال ۲۰۰۰ میلادی ۵۵۴ نفر بوده‌است.